# Латыпов, Валерий Георгиевич
Валерий Георгиевич Латыпов (род. 7 марта 1955) — российский воздухоплаватель, чемпион России по воздухоплавательному спорту в классе «тепловые аэростаты» 1999 года, мастер спорта России. Основатель компании-производителя тепловых аэростатов «АэроНаТЦ», издатель и главный редактор журнала «Воздухоплаватель» (существовал с 1995 по 2000 год и с 2011 по 2015).

## Спортивная карьера
Один из первых людей в СССР, сконструировавший тепловой аэростат.
Начинал карьеру воздухоплавателя в 1990-х годах. В 1996 и 1998 годах занимал на чемпионате России второе место, а в 1999 году завоевал золотую медаль. Принимал участие в чемпионатах мира по воздухоплавательному спорту (1995, 1997, 1999, 2002), где выше 45-го места (2002) не поднимался. Был участником Всемирных воздушных игр, где занял 23-е место в 1997 году и 82-е место в 2001 году. Газетой «Советский спорт» характеризовался как опытный пилот. На соревнованиях представлял город Москва.
Занимается организацией различных воздухоплавательных мероприятий.

## Семья
Сын Героя Советского Союза лётчика-штурмовика Куддуса Канифовича Латыпова.
Отец пилотов тепловых аэростатов призёров чемпионатов России Михаила и Сергея Латыповых.